# Løgumkloster Sogn
Løgumkloster Sogn ist eine Kirchspielgemeinde (dänisch Sogn) in Nordschleswig, Dänemark. Sie liegt nordöstlich der Stadt Tondern.
Das Kirchspiel gehörte bis 1970 zur Harde Tønder, Højer og Lø Herred im damaligen Tønder Amt. Der gleichnamige Flecken und das Kirchspiel mit den benachbarten Kirchspielen Bedsted (deutsch Bedstedt), Højst (deutsch Hoist), und Nørre Løgum (deutsch Norderlügum) wurden zur Løgumkloster Kommune im damaligen Sønderjyllands Amt vereinigt. Diese ist im Zuge der Kommunalreform zum 1. Januar 2007 in der „neuen“  Tønder Kommune in der Region Syddanmark aufgegangen.

## Gemeindegebiet

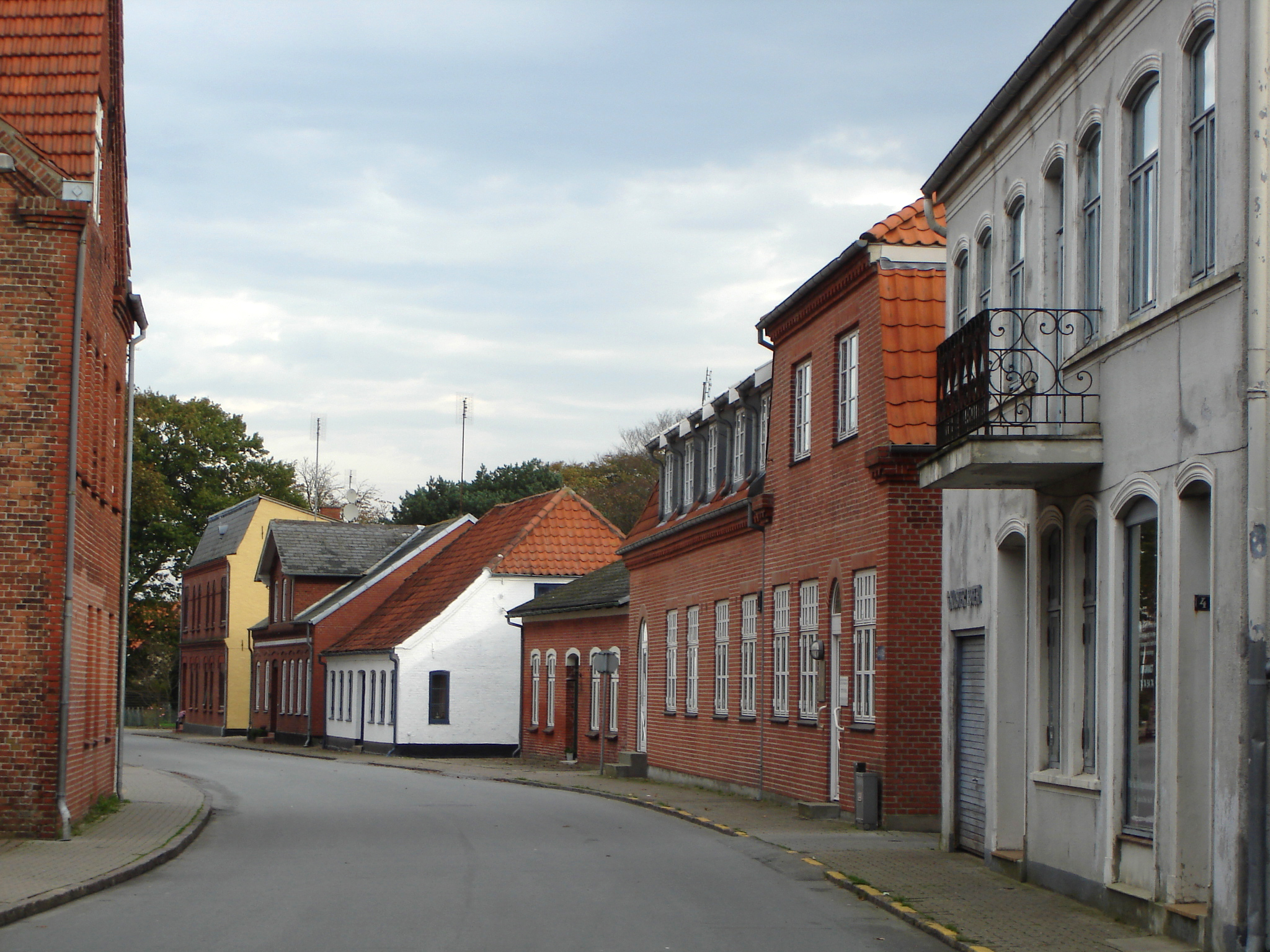
Häuserzeile in Løgumkloster

Die Kirchspielgemeinde Løgumkloster ist 40,85 km² groß und hat 3147 Einwohner (1. Januar 2025).
Løgumkloster Sogn ist umgeben von fünf weiteren Kirchspielen. Im Norden grenzt sie an das Kirchspiel Nørre Løgum (dt.: Norderlügum), im Nordosten an Bedsted (dt.: Bedstedt), im Südosten an Højst (dt.: Hoist), im Süden an Abild (dt.: Abel) und im Westen an Brede.

## Geschichte

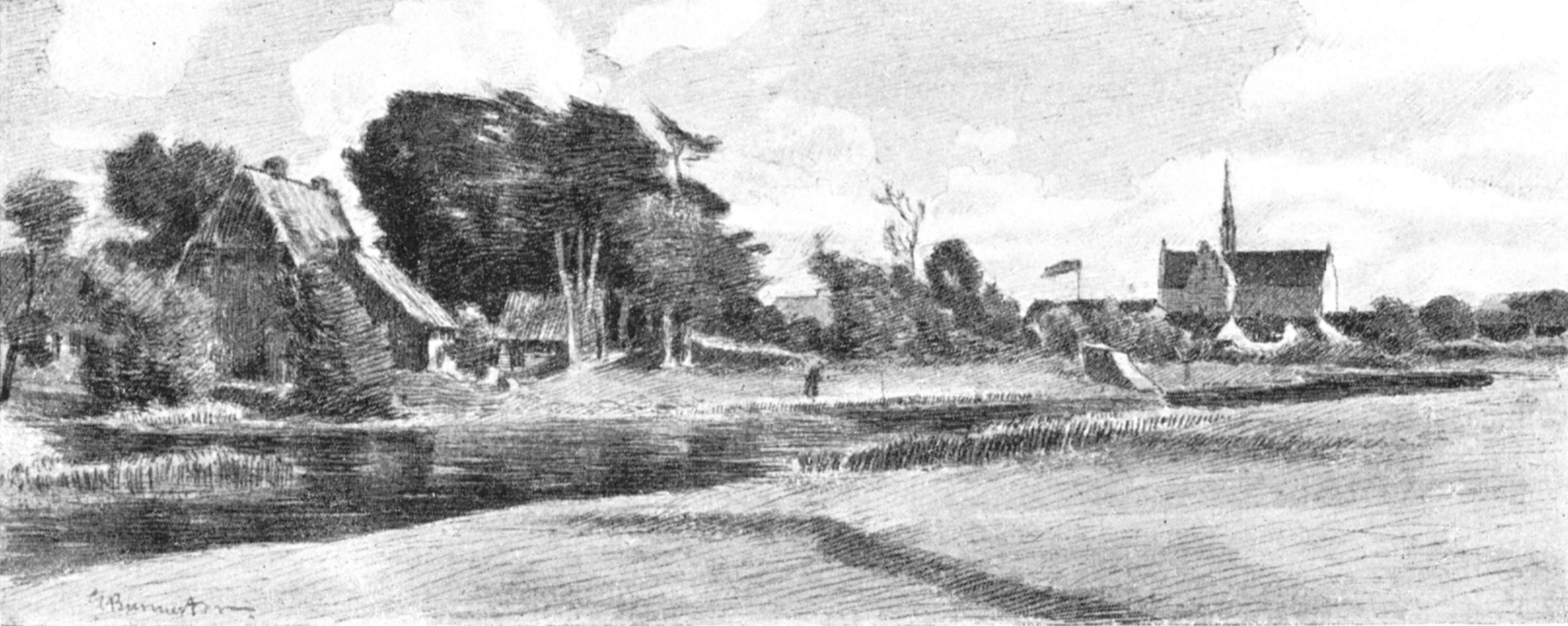
Løgumkloster um 1895

Der Hauptort des Kirchspiels, Løgumkloster, hat seinen Ursprung im Kloster der Zisterzienser, das zwischen 1171 und 1175 von Seem dorthin verlegt worden war (Kloster Løgumkloster).
Kurz nach der Reformation wurde das Kloster geschlossen. Durch die Landesteilung von 1544 kam das Areal in den Besitz des Herzogs Johanns des Älteren, 1581 schließlich an Gottorf. Die Besitzungen des Klosters wurden in ein weltliches Amt umgewandelt, das wegen seiner geringen Größe bald den Amtmann mit dem Amt Apenrade teilen musste. Sitz der Amtsverwaltung wurde das an die Klosterkirche angebaute „Schloss“. Die Kirchspiele Lügumkloster und Norderlügum bildeten einen eigenen Gerichtsbezirk, das Birk Lügumkloster. Der Streubesitz in anderen Ämtern wurde zu sechs kleinen Vogteien zusammengefasst. Zum Amt Lügumkloster gehörte auch die Kirche im benachbarten Brede.
Von den Ortschaften der Landgemeinde bildete nur Ellum eine geschlossene Ortschaft. In vorchristlicher Zeit muss der Ort eine größere Bedeutung gehabt haben, denn nach ihm ist der Ellumsyssel benannt, eine historische Verwaltungseinheit, die bis ins 14. Jahrhundert hinein ein Fünftel des um 1200 begründeten Herzogtums umfasste.
Ab 1850 war nicht mehr der Apenrader, sondern der Tonderaner Amtmann für das Amt Lügumkloster zuständig. Nach der Eroberung Schleswigs durch Preußen wurde der Ort Lügumkloster Teil des Kreises Tondern. Ellum und Assith wurden eigene Landgemeinden, Dravit bildete einen Forstgutsbezirk.
Bei der Volksabstimmung in Schleswig über die staatliche Zugehörigkeit am 10. Februar 1920 stimmten in den Landgemeinden 234 Einwohner für Dänemark und 53 (darunter alle fünf Wahlberechtigten im Forstgutsbezirk Dravit) für Deutschland. Im Flecken selbst war das Ergebnis mit 542 zu 516 sehr viel knapper. Ab Juni 1920 bildete das Landkirchspiel eine einheitliche Kirchspielskommune, während Lügumkloster selbst den im übrigen Dänemark unbekannten Status eines Fleckens bewahren konnten. Beide Kommunen zählten zum Amt Tondern, dessen Grenzen neu gezogen werden mussten.